# Ujsoły (gemeente)
De gemeente Ujsoły is een landgemeente in het Poolse woiwodschap Silezië, in powiat Żywiecki.
De zetel van de gemeente is in Ujsoły.
Op 30 juni 2004 telde de gemeente 4686 inwoners.

## Oppervlakte gegevens
In 2002 bedroeg de totale oppervlakte van gemeente Ujsoły 109,95 km², waarvan:
- agrarisch gebied: 25%
- bossen: 70%

De gemeente beslaat 10,57% van de totale oppervlakte van de powiat.

## Demografie
Stand op 30 juni 2004:
| Omschrijving                   | Totaal | Totaal | Vrouwen | Vrouwen | Mannen | Mannen |
| ------------------------------ | ------ | ------ | ------- | ------- | ------ | ------ |
| eenheid                        | aantal | %      | aantal  | %       | aantal | %      |
| inwoners                       | 4686   | 100    | 2327    | 49,7    | 2359   | 50,3   |
| bevolkingsdichtheid (inw./km²) | 42,6   | 42,6   | 21,2    | 21,2    | 21,5   | 21,5   |

In 2002 bedroeg het gemiddelde inkomen per inwoner 1358,83 zł.

## Plaatsen
- Glinka
- Złatna
- Soblówka
  - Młada Hora

## Aangrenzende gemeenten
Jeleśnia, Milówka, Rajcza, Węgierska Górka.
De gemeente grenst aan Slowakije.